# Fábrica de lozas de Valdemorillo

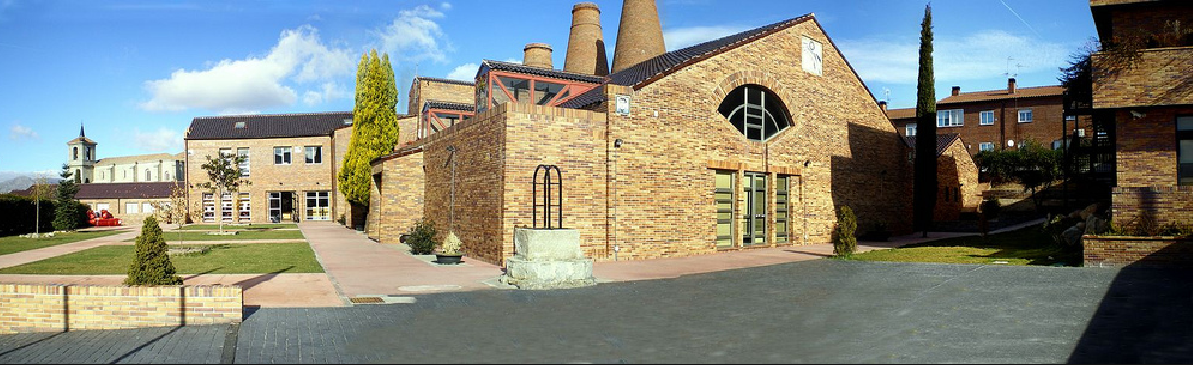
Las naves de la fábrica convertidas en biblioteca municipal de la localidad y Centro Cultural.

La Sociedad de Aulencia, Falcó y Cía. conocida como la fábrica de lozas de Valdemorillo fue una industria de loza fina instalada en 1845 en la localidad madrileña de Valdemorillo y ya desaparecida, pero de la que a comienzos del siglo XXI se conservaba todavía numerosas chimeneas de los hornos levantados por la Sociedad de Aulencia, Falcó y Cía. Participó en la Exposición Nacional de Minería, Artes Metalúrgicas, Cerámica, Cristalería y Aguas Minerales de 1883.

## Historia
Creada por el empresario y ceramista alcoreño Juan Falcó, como alternativa industrial a la loza inglesa y dentro del conjunto de industrias que en ese periodo florecieron en España, como respuesta a la demanda burguesa de servicios de mesa y muy diverso tipo de piezas decorativas, en imitación de las porcelanas. La de Falcó vino a suplir, en la zona, la desaparición de otra que menciona en 1845-1850 Madoz en la vecina localidad de Galapagar, e inicialmente dedicó su producción a vajillas estampadas con motivos tópicos en la época: cacerías a la inglesa, paisajes imaginarios, jardines románticos y otras escenas pintorescas. A partir de 1880, Falcó pone en el mercado una serie "decorativo-geométrica" que alterna palmas, orlas y viñetas centrales, y se caracteriza por una lacería de cintas ciñendo círculos (en un mosaico con ecos célticos copiado de la porcelana inglesa Clovis fabricada por Minton an Co). En el Palacio Real de Madrid se encuentran piezas de vajillas elaboradas por Falcó para el rey Alfonso XIII, seguramente producidas antes de su boda, ya que en el anagrama de las piezas no aparecen las iniciales de su esposa, la reina Victoria Eugenia. Tal y como se indica en el reverso de las piezas, éstas fueron comercializadas en el establecimiento de la calle de la Concepción Jerónima, 16 de Madrid. 
A partir de 1893 se fabrica en Valdemorillo un catálogo muy diverso de objetos cerámicos; envases de botica, pomos para puertas, morteros de pasta de porcelana, e incluso féretros para niños. Destaca la producción de complementos para la electricidad, contratados por empresas como la Compañía Madrileña de Electricidad o a la fábrica de acumuladores "Tudor". A pesar del progreso comercial y del premio que se le concede en la Exposición de Industrias Madrileñas, Falcó cierra la empresa en 1914 (requerido quizá por sus cargos en el Consejo de Minería y la Jefatura de Minas de Madrid. Un año después compra la fábrica Juan Giralt, ampliando el conjunto de la producción (cal, cristal, gres, loza, porcelana y vidrio hueco).
Paradójicamente, la victoria del Frente Popular en 1936 interrumpiría primero y demantelaría después el conjunto industrial de Valdemorillo. Al final de la contienda no quedaban en Valdemorillo más que las ruinas: tres hornos de porcelana y la torre medieval que servía de depósito de agua. Más tarde, y con la ayuda de los bancos, la empresa de Giralt encontró nuevo espacio en el cinturón madrileño y se instaló con apeadero de ferrocarril propio, en el pueblo de Villaverde.

## Rehabilitación arquitectónica
Dentro del original conjunto de la fábrica se han conservado y restaurado las torres de los tres hornos-botella, levantados en ladrillo (y confundidos habitualmente con chimeneas), reconvertido para diferentes usos públicos, principalmente culturales. En ese espacio se ha instaladio la Casa de Cultura Giralt Laport inaugurada en 1999, y que usa la sala donde se ubican los hornos como espacio escénico, asociado a la misma está el  museo de cerámica y vidrio. También se han restaurado los "fabriquines" o pequeños talleres especializados (junto a la carretera M-600, entre las urbanizaciones de Jarabeltrán y de Mirador del Romero) que incluyen una chimenea, un horno-botella y restos de la nave de fabricación de ladrillos, además de la 'cantera' de la que se extraía el barro como materia prima, un complejo entramado con múltiples galerías y arcos estéticamente relevantes, al que puede accederse en las visitas.